# 彼他的維克多納
彼他的維克多納（Saint Victorinus of Pettau，也被稱為Victorinus Petavionensis 或 Poetovionensis，簡稱維克多納），又名普圖伊的維多利諾斯（英語：Victorinus of Petovium) 是一個早期西方天主教的拉丁文作家，大約於270年間活躍，並在羅馬皇帝戴克里先迫害之時殉道，約卒於303或304年。他在普圖伊（斯洛文尼亞語：Ptuj；德語: Pettau；拉丁語：Poetovio）的上潘諾尼亞任主教，曾經寫過一些基督教聖經的註釋書。

## 生平
維克多納很可能生於東西羅馬帝國邊界的希臘或人口相當混雜的普圖伊，他的希臘語說得比拉丁語好，這也解釋了耶柔米為何認為他的拉丁文作品的內容比文體更出色。 他是第一位用拉丁文解釋聖經的神學家，也是彼他巿的主教；耶柔米和赫爾維丟 （Helvidius）都曾經引用過他作品的內容。
維克多納的作品以釋經為主，除了駁斥他所處時代的異端的論文以外，還著有包括創世記、出埃及記、利未記、以賽亞書、以西結書、哈巴谷書、傳道書、雅歌、馬太福音和啟示錄等書卷在內的聖經的註釋，不過現存的只有啟示錄的註釋書 、短文《論世界的創造》 和一部分《馬太福音註釋》的殘篇。
維克多納受俄利根的影響頗深。在耶柔米所寫的基督教會作者名錄中，維克多納佔了一席位。耶柔米虽知道維克多納被千禧年前論的思想所影響，但有時也會引用他的意見（可參見耶柔米所寫的註釋書，以下相關經文的段落：傳道書四章十三節 以西結書廿六章)。 根據耶柔米的說法，維克多納於304年時殉道。
與四世紀末至五世紀初耶柔米所給的正面評價相反，六世紀的集拉法令（Gelasian Decree）譴責維克多納的作品並認為它們不可信。這本律令選集是五世紀的教宗哲拉旭一世的作品，裏面有一份由基督教異端編撰或被分裂主義者的著作列表，是他認為不應該使用的，當中包括維克多納的作品。
每年的11月2日，天主教會和東正教會都会記念維克多納。十七世紀之前，有時候其他人會把他和拉丁的修辭學者蓋烏斯·馬略·維克多納混淆。

## 啟示錄的註釋
維克多納寫了一本《啟示錄》的註釋書，這本書是在大概260年（在瓦勒良逼害基督徒不久以後）寫的，五世紀時出版過一個經耶柔米編修的版本，而未經編修的原始手稿於1918年才被尋回。克勞迪奧·阿勞這樣評述這本註釋書：「在解釋上以寓意解經為主，作者對數秘術有明顯的興趣。」約翰尼斯·卡斯滕則評到：「他似乎沒有詳細註解整卷書的內容，而單單滿足於為其中一些選章釋義。」
現代學者对這本書很感兴趣，因為它讓人知道古代的人如何理解《啟示錄》。維克納多視《啟示錄》內那四隻歌頌上帝的動物為四卷福音書，他也認為《啟示錄》第四章中所記載的「廿四位坐在寶坐上的長老」分別是指以色列十二支派中的十二長老和十二位使徒；他也同意那位「喝醉了聖徒的血和為耶穌作見證之人的血」的巴比倫大淫婦代表羅馬城和她對基督徒的逼害，而第十三章中所描述的獸代表著統治者尼祿。因為尼祿在維克多納的時期過身，維克多納相信後面的經文指向一個尼祿的復生，並相信這尼祿將會在猶太人的幫助下從東方進攻。

## 著作
- 《論世界的創造》(On the Creation of the World) [5]
- 《啟示錄註釋》(Commentary on the Apocalypse)[4]

## 外部連結
- 11月2日 （页面存档备份，存于）（英語）瞻禮日於OrthodoxWiki.org
- 維克多納的作品 （页面存档备份，存于）（英語）
- 維克多納於 Catholic.org （页面存档备份，存于）
- 維克多納於 EarlyChurch.org.uk （页面存档备份，存于）
- 維克多納於 SaintPatrickDC.org （页面存档备份，存于）
- 維克多納於 Catholic-Forum.com
- Opera Omnia by Migne Patrologia Latina with analytical indexes （页面存档备份，存于）